# Sarah & Pietro … im Wohnmobil durch Italien
Sarah & Pietro … im Wohnmobil durch Italien war eine 13-teilige Doku-Soap, die von 18. Januar bis 18. April 2016 im Abendprogramm des deutschen Fernsehsenders RTL II ausgestrahlt wurde. Die Serie war die dritte um das junge Paar Sarah und Pietro Lombardi, die sich 2011 als Teilnehmer der Castingshow Deutschland sucht den Superstar kennengelernt hatten.
Nach der Geburt ihres Sohnes Alessio wollen Sarah und Pietro ihn Sarahs Verwandtschaft vorstellen und fahren deshalb zum Urlaub durch Italien.